# Geršon Zak
Geršon Zak (hebrejsky: גרשון זק‎ 1913 – 1989) byl první velitel Izraelského vojenského námořnictva.

## Biografie
Narodil se v Ruském impériu (na území dnešní Ukrajiny) a podnikl aliju do britské mandátní Palestiny, kde vstoupil do Hagany. Dne 17. března 1948 jej budoucí izraelský premiér David Ben Gurion, toho času vůdce Hagany, pověřil rozkazem vytvořit židovské námořnictvo. Ve funkci velitele izraelského námořnictva setrval až do dubna 1949, kdy rezignoval, aby se mohl věnovat kariéře učitele. O rok později založil mládežnickou vesnici ha-Kfar ha-Jarok.
V roce 1986 byla Zakovi a jím založené mládežnické vesnici udělena Izraelská cena za celoživotní přínos vzdělávání. Ta je udílena od roku 1953 a patří mezi nejvyšší izraelská státní vyznamenání.